# Winkler (motorfiets)
Winkler is een Duits historisch merk van motorfietsen.
Nadat Mauser in 1926 gestopt was met productie van de door Gustav Winkler ontwikkelde “Einspurauto” ging Winkler deze nog enkele jaren zelf produceren. Volgens sommigen hield hij dat tot 1929 vol, volgens anderen zelfs tot 1932. 